# Hypocrea aurantia
Hypocrea aurantia är en svampart som beskrevs av Henn. 1900. Hypocrea aurantia ingår i släktet svampdynor och familjen Hypocreaceae.   Inga underarter finns listade i Catalogue of Life.